# María Novaro
Pour les articles homonymes, voir Novaro.
María Novaro (née le 11 septembre 1951) est une réalisatrice et sociologue mexicaine.

## Biographie
Née en 1951 à Mexico, María Novaro étudie, dans les années 1970, la sociologie à l'université nationale autonome du Mexique. S'étant mis au service d'une société de cinéma féministe, elle s'intéresse à cet art et poursuit  par une formation au Centro Universitario de Estudios Cinematográficos (en), toujours à Mexico. La formation dure cinq ans mais elle persévère, bien qu'étant déjà mère de famille : « J'avais déjà deux garçons. Je me suis obstinée, j'ai obtenu mes diplômes. Et à la fin, j'avais en plus un troisième garçon ».
Elle commence alors au début des années 1980 à tourner des courts métrages, à participer à des équipes techniques. Puis elle est en 1985 l'assistante d'un réalisateur. Puis elle enchaîne les tournages, de documentaires mais aussi de longs-métrages de fiction, plusieurs fois sélectionné (comme pour la Quinzaine des réalisateurs à Cannes) et primé (Prix Ariel d'argent en 1985, 1989, etc.).

## Filmographie (extrait)
- 1989 : Lola [4]
- 1991 : Danzón [3]
- 1994 : Le Jardin de l'Eden (El jardín del Edén)[5]
- 2000 : Sin dejar huella
- 2006 : Traducción simultánea (court métrage)
- 2006 : La morena (court métrage)
- 2010 : Las buenas hierbas
- 2017 : Tesoros[6]